# Verrucomicrobis
Els verrucomicrobis (Verrucomicrobia) són un filum descrit recentment de bacteris. Aquest fílum només conté algunes espècies descrites (n'és un exemple Verrucomicrobium spinosum, que dona nom al fílum). Les espècies identificades han estat aïllades de medis d'aigua dolça, del sòl i d'excrements humans.